# Катаро-мексиканские отношения
Катаро-мексиканские отношения — двусторонние дипломатические отношения между Катаром и Мексикой.

## История
Дипломатические отношения между Катаром и Мексикой были установлены 30 июня 1975 года, через несколько лет после того, как Катар обрел независимость от Великобритании. После установления дипломатических отношений отношения между странами осуществлялись главным образом через международные организации, в том числе Организацию Объединённых Наций. В последние годы сотрудничество между странами стремительно развивается. В 2014 году Катар открыл посольство в Мехико, а в 2015 году Мексика открыла посольство в Дохе.
В ноябре 2015 года эмир Катара Тамим бин Хамад Аль Тани посетил с официальным визитом Мексику. Во время визита эмира Катара было подписано несколько соглашений и меморандумов, в том числе соглашение о прямом воздушном сообщении между двумя странами, соглашение о сотрудничестве в культурной сфере, соглашение о сотрудничестве в энергетическом секторе и другие.
В январе 2016 года президент Мексики Энрике Пенья Ньето посетил с официальным визитом Катар. В ходе визита президента Мексики страны подписали соглашения об образовании, науке, общественном развитии, сотрудничестве в культурной сфере, сотрудничестве мексиканских и катарских информационных агентств, спорте и присутствии мексиканских компаний на чемпионате мира по футболу 2022 года.

## Торговля
В 2017 году объём товарооборота между странами составил сумму 60,4 млн. долларов США. Экспорт Мексики в Катар: грузовые автомобили, транспортные средства и холодильники. Экспорт Катара в Мексику: природный газ и алюминиевые сплавы. Катар является 61-м крупнейшим торговым партнером Мексики, а Мексика — 28-м крупнейшим торговым партнером Катара. Авиакомпания Qatar Airways осуществляет грузоперевозки между Дохой и Мехико. В Катаре представлена мексиканская многонациональная компания KidZania.

## Дипломатические представительства
- Катар имеет посольство в Мехико[9].
- У Мексики имеется посольство в Дохе[10].